# Ludwig Franzisket
Ludwig Franzisket (26 de junio de 1917 - 23 de noviembre de 1988) fue un piloto de caza alemán y as de la Luftwaffe durante la Segunda Guerra Mundial. Consiguió 45 victorias contra aviones de los aliados occidentales a lo largo de más de 500 misiones de combate volando en un Messerschmitt Bf 109.

## Servicio en tiempo de guerra
Franzisket comenzó su servicio en la Luftwaffe en el ala de cazas Jagdgeschwader 26 (JG 26) antes del inicio de la guerra, en 1938. Luego fue trasladado al escuadrón 1./Jagdgeschwader 1 el 1 de agosto de 1939. El 11 de mayo de 1940, Franzisket reclamó sus primeras dos victorias, al finalizar la campaña de Francia tenía 9 derribos en su haber. El 9 de julio el escuadrón 1./JG 1 se convirtió en el 7./JG 27.
El 1 de octubre de 1940 fue nombrado Adjunto del I./Jagdgeschwader 27 (JG 27). Cuando su unidad se trasladó al norte de África ya había logrado 14 victorias. En ese período ocurrió un hecho notable: el 14 de junio de 1941 Franzisket interceptó un bombardero bimotor Martin Maryland de la RAF escoltado por un solo Hurricane. Derribó ambos aviones. El piloto del Hurricane era el as sudafricano del Escuadrón N.º 1 de la SAAF, capitán Ken Driver, que tenía en su cuenta 10 derribos, saltó y fue hecho prisionero.
El teniente primero Franzisket fue condecorado con la Cruz de Caballero de la Cruz de Hierro  el 23 de julio tras conseguir 22 victorias en 204 misiones.
Franzisket fue nombrado Staffelkapitän del Escuadrón 1./JG 27 el 6 de diciembre de 1941. Con su cuenta de derribos ya en 39, Frankisket fue derribado el 29 de octubre de 1942 por unos Spitfire de la RAF, saltó del Bf 109 (W.Nr. 10616) y se golpeó con el estabilizador vertical, tal y como le ocurrió, solo cuatro semanas antes, a su amigo y compañero Hans-Joachim Marseille. A Franzisket solo le costó una pierna fracturada, mientras que a Marseille le supuso la muerte.
Después de recuperarse, Franzisket fue trasladado al escuadrón de cazas de reserva 1./Ergänzungs-Jagdgruppe Süd el 1 de julio de 1943. Poco después fue nombrado Gruppenkommandeur del Grupo I./JG 27 con base en Alemania. El 12 de mayo de 1944 Franzisket, pilotando el Bf 109 G-6 (W.Nr. 441.097), fue gravemente herido en combate con bombarderos de la USAAF. El 15 de diciembre de 1944 le trasladaron al Stab I./JG27, siendo nombrado Geschwaderkommodore del JG 27 el 30 de diciembre de 1944.
Franzisket se entregó, con los restos de su unidad, a las fuerzas norteamericanas en Salzburgo, Austria, el 8 de mayo de 1945.

## Condecoraciones
- Cruz de hierro
  - 2.ª clase
  - 1.ª clase
- Ehrenpokal der Luftwaffe (Copa de honor de la Luftwaffe) (20 de octubre de 1940)
- Cruz de Caballero de la Cruz de Hierro  (23 de julio de 1941)
- Cruz Alemana en Oro (12 de enero de 1943)